# Ponteils-et-Brésis
Ponteils-et-Brésis – miejscowość i gmina we Francji, w regionie Oksytania, w departamencie Gard.
Według danych na rok 1990 gminę zamieszkiwało 271 osób, a gęstość zaludnienia wynosiła 10 osób/km² (wśród 1545 gmin Langwedocji-Roussillon Ponteils-et-Brésis plasuje się na 649. miejscu pod względem liczby ludności, natomiast pod względem powierzchni na miejscu 241.).